# Santino

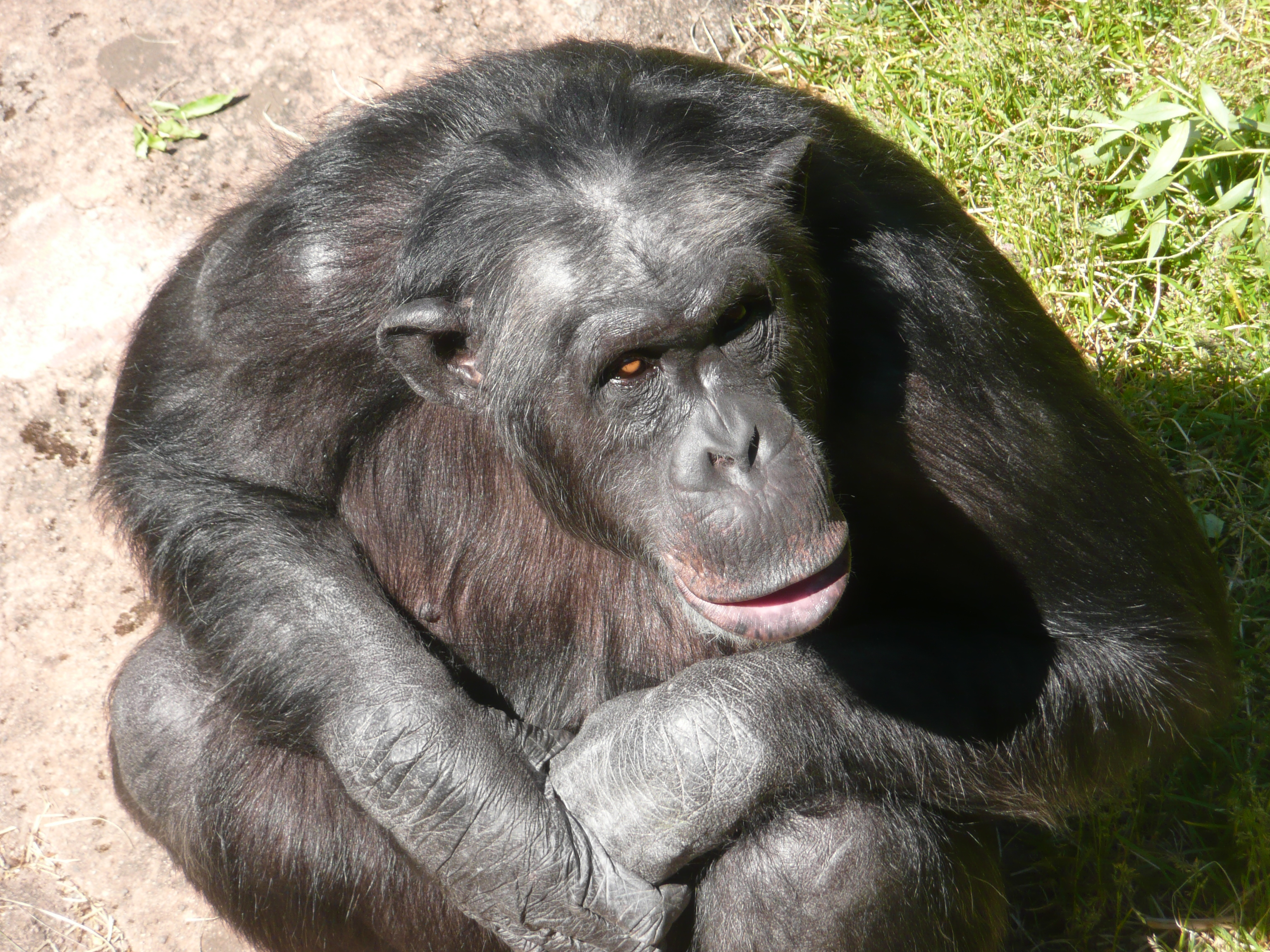
Santino w czerwcu 2012

Santino (ur. 20 kwietnia 1978 – zm. grudzień, 2022) – samiec szympansa z ogrodu zoologicznego w Furuvik w Szwecji. W marcu 2009, w czasopiśmie naukowym Current Biology, opisano przypadki kilkuset zaplanowanych ataków Santino, polegających na rzucaniu kamieniami w odwiedzających zoo. Zwierzę zbierało niepostrzeżenie kamienie i chowało je w sianie aby potem w chwili agresji rzucać nimi w publiczność. Santino został postrzelony po ucieczce ze swojego wybiegu w grudniu 2022 roku, i zmarł na skutek odniesionych obrażeń.